# Matthaeus Pipelare
Matthaeus Pipelare (Lovaina, Belgica (Brabant Flamenc) vers el 1450 - vers1515) fou un compositor belga de cultura flamenca.
De Pipelare es conserva una Missa que es conté en les Missae XV, d'Andreas d'Antiquis; una altra Missa de feria, a 4 veus, en l'Opus X missarum, de Georg Rhaw (1541); un Avemaria, un Magnificat i altres obres que figuren en diverses antologies. En manuscrit es conserven d'aquest compositor una missa a 5 veus, en els Arxius del Vaticà; una Salve regina, etc.